# Базель-Ланд
Ба́зель-Ланд, Ба́зель се́льский (нем. Basel-Landschaft, Baselland или Baselbiet; фр. Bâle-Campagne, итал. Basilea Campagna, романш. Basilea-Champagna) — немецкоязычный полукантон на северо-западе Швейцарии. Административный центр — город Листаль.

## История
Кантон образовался в 1833 году в результате разделения исторического кантона Базель (который вошел в Швейцарскую Конфедерацию в 1501 году) на городскую (полукантон Базель-Штадт) и сельскую (данный полукантон) части.

## Административное деление

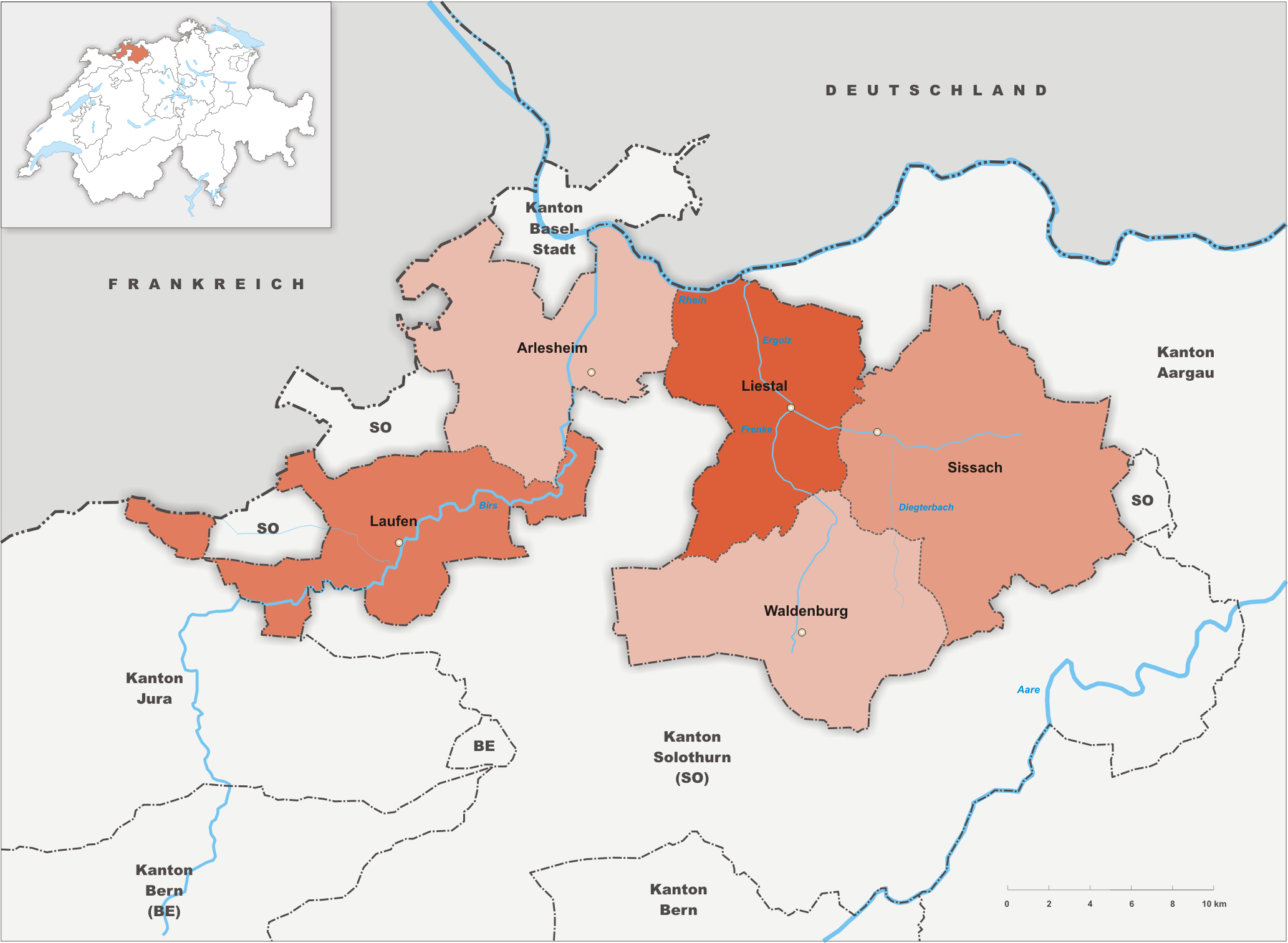
Округа кантона Базель-Ланд.

Кантон делится на 5 округов:
- Арлесхайм
- Лауфен
- Листаль
- Зиссах
- Вальденбург

## Население
Численность постоянного населения кантона по состоянию на 30 сентября 2012 года составляет 277 614 человек, из них 220 970 швейцарских граждан, 56 644 иностранцев, проживающих в кантоне. Доля иностранцев — 20,4 %. 19,5 % иностранцев приехали из Италии, 19,3 % из Германии, 9,5 % из Турции, 6,2 % из Сербии и Черногории, 2,0 % из Австрии и 1,6 % из Франции.

## Достопримечательности
- Бирзек ― средневековый замок.
- Райхенштайн ― средневековый замок.
- Боттминген — старинный замок на воде.